# يوهان دجيرجون
كان يوهان دجيرجون أو يان دجيرجون وكذلك جون دجيرجون (16 يناير عام 1811 - 26 أكتوبر عام 1906) نحالًا بولنديًا يرجع له الفضل في اكتشاف ظاهرة التوالد البكري عند النحل.
ينحدر دجيرجون من عائلة بولندية في منطقة سيليزيا. جمع ما بين عمله النظري والعملي في تربية النحل وواجباته ككاهن روماني كاثوليكي، على خلفية تضلعه في علم اللاهوت، وذلك قبل أن تجبره الكنيسة على التقاعد قسرًا ليتعرض للحرمان الكنسي في نهاية المطاف بسبب مسألة العصمة البابوية. غير أنه تصالح مع الكنيسة الكاثوليكية في عام 1905.
جعلته اكتشافاته وابتكاراته مشهورًا في أوساط العلوم وتربية النحل على مستوى العالم، ووصف بلقب «أب تربية النحل الحديث».

## الجنسية/الإثنية
انحدر دجيرجون من سيليزيا العليا. وولد في كنف عائلة بولندية الأصل، لا تتحدث الألمانية، بل تحدثت بلهجة بولندية سيليزية، وقد وصف بحمله للجنسية البولندية أو الألمانية أو السيليزية في أوقات مختلفة. كتب دجيرجون نفسه في هذا الصدد: «في ما يتعلق بجنسيتي، فأنا، كما يشير اسمي، بولندي بحكم الولادة، وذلك على اعتبار أن البولندية هي اللغة المحكية في سيليزيا العليا، ولكني أصبحت ألمانيًا بالتعليم، بمجرد قدومي ودراستي في مدينة بريسلاو حين كنت في العاشرة من العمر. بيد أن العِلم لا يعرف حدودًا أو جنسيات».
تضلع دجيرجون في اللغة الألمانية العلمية والأدبية حين كان في المدرسة الثانوية (الجمنازيوم) وكلية علم اللاهوت، ليستعملها في كتاباته العلمية في وقت لاحق، وذلك بدلًا من لهجته البولندية السيليزية الأصلية. استعمل اللهجة البولندية السيليزية في بعض منشوراته الصحفية، وفي حياته الشخصية، وفي أعماله الأدبية الرعوية، إلى جانب اللغة البولندية الأدبية. كان الدكتور يان دجيرجون يعد نفسه عضوًا في الأمة البولندية.
كان ابنه أخيه، فرانتشيشك دجيرجون، قد وهب مخطوطات دجيرجون ورسائله وشهاداته ونسخ أعماله الأصلية إلى أحد المتاحف البولندية. في أعقاب الغزو الألماني لبولندا في عام 1939، دمرت قوات الجندرمة (الدرك) الألمانية العديد من الأغراض المرتبطة بدجيرجون، في محاولة لطمس جذوره البولندية، في 1 ديسمبر عام 1939. وبذل النازيون جهودًا حثيثة لتعزيز صورة دجيرجون باعتباره ألمانيًا.

## الحياة
ولد دجيرجون في قرية ووفكوفيتسي الواقعة بالقرب من مدينة كرويتزبورغ (كلوتشبورك) بتاريخ 16 يناير عام 1811. كان لدى والديه مزرعتهما الخاصة. استكمل تعليمه في المدرسة الابتدائية البولندية قبل أن يُرسل إلى أحد المدارس البروتستانتية الواقعة على بعد ميل واحد من قريته. انتقل إلى مدينة بريسلاو (فروتسواف)، وهناك التحق بالمدرسة الإعدادية (الجمنازيوم) في عام 1822. تخرج من كلية علم اللاهوت الكاثوليكي في جامعة بريسلاو في عام 1833. أضحى يعمل كملحق ديني في قرية شالكوفيتز (شوكوفيتسي) في عام 1834. ككاهن روماني كاثوليكي مُرتسِم، تسلم إدارة إحدى الأبرشيات الواقعة في قرية كارلزماركت (كارووفيتسي)، والتي عاش فيها لمدة 49 عامًا.

## المسيرة العلمية
انكب دجيرجون على دراسة الحياة الاجتماعية لنحل العسل في منحلته، وبنى عدة خلايا نحل تجريبية - ويحتمل أنه لجأ إلى استقاء أفكار عدة من التطورات واسعة الشهرة التي توصل إليها بترو بروكوبوفيتش. إذ ابتكر خلية نحل قرصية قابلة للحركة في عام 1838، وهو ما أتاح التلاعب بأقراص العسل الفردية دون تدمير هيكل الخلية. حددت المسافة الصحيحة الفاصلة بين الأقراص ببوصة ونصف (1½) من مركز القضيب العلوي الواحد، وصولًا إلى مركز القضيب التالي. أضاف دجيرجون نتوءات على الجدران الجانبية للخلية في عام 1848، لتحل محل القطع الخشبية المسؤولة عن تحريك القضبان العلوية. كانت أبعاد النتوءات تبلغ 8 × 8 ملم -وهي القيمة المتوسطة الدقيقة الواقعة ما بين ربع بوصة (¼) وثلاث أثمان البوصة الواحدة (⅜)، ويعرف هذا النطاق باسم «مساحة النحل».